# Anthemus critinus
Anthemus critinus är en stekelart som beskrevs av Prinsloo och Neser 1989. Anthemus critinus ingår i släktet Anthemus och familjen sköldlussteklar.
Artens utbredningsområde är Eritrea. Inga underarter finns listade i Catalogue of Life.